# Yamaha 125 DT
La Yamaha 125 DT est une moto de type enduro/trail, fabriquée par le constructeur japonais Yamaha.

## Historique
Cette moto fut fabriquée de 1982 à 2008.

## Modèles
Concernant la DTLC (LC pour Liquid Cooling, refroidissement liquide) et à la suite de la modification du permis de conduire des 125 cm3, trois modèles de puissances différentes ont été mis en vente : la type 1HR de 13 ch, la 57U de 16,5 ch et la 34Y de 22 ch. Sa version de compétition est la YZ 125.

## Modèles suivants
- Yamaha DT 125 RE (1989 à 2006) et DT 125 X (de 2004 à 2006).

## Galerie de photos

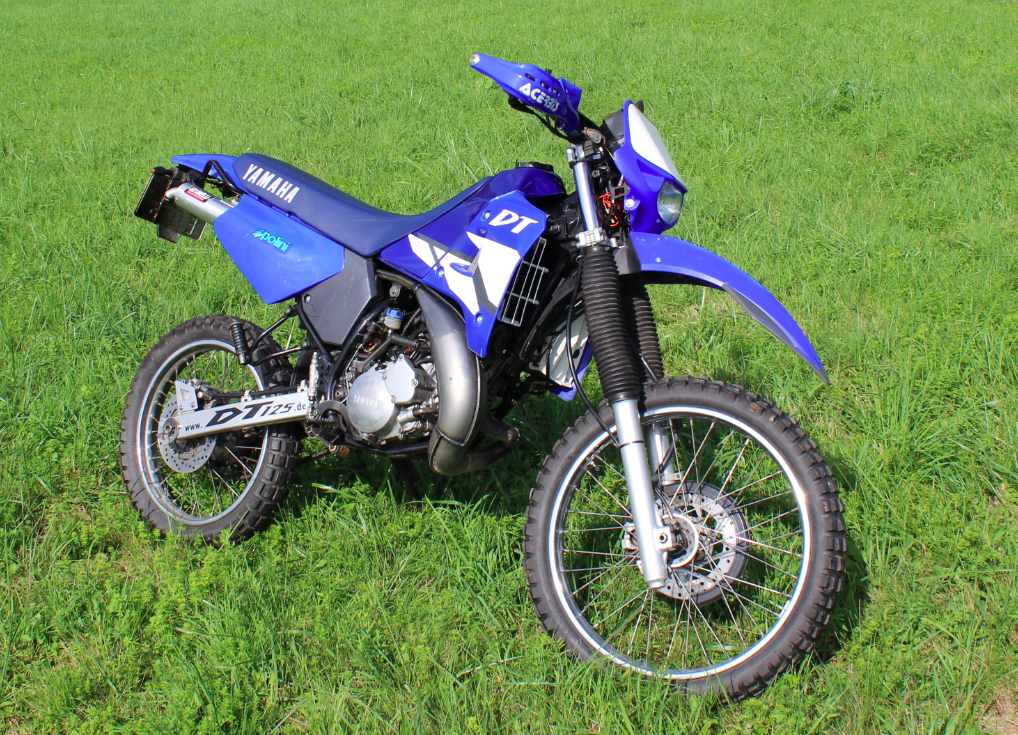
DT 125 R.
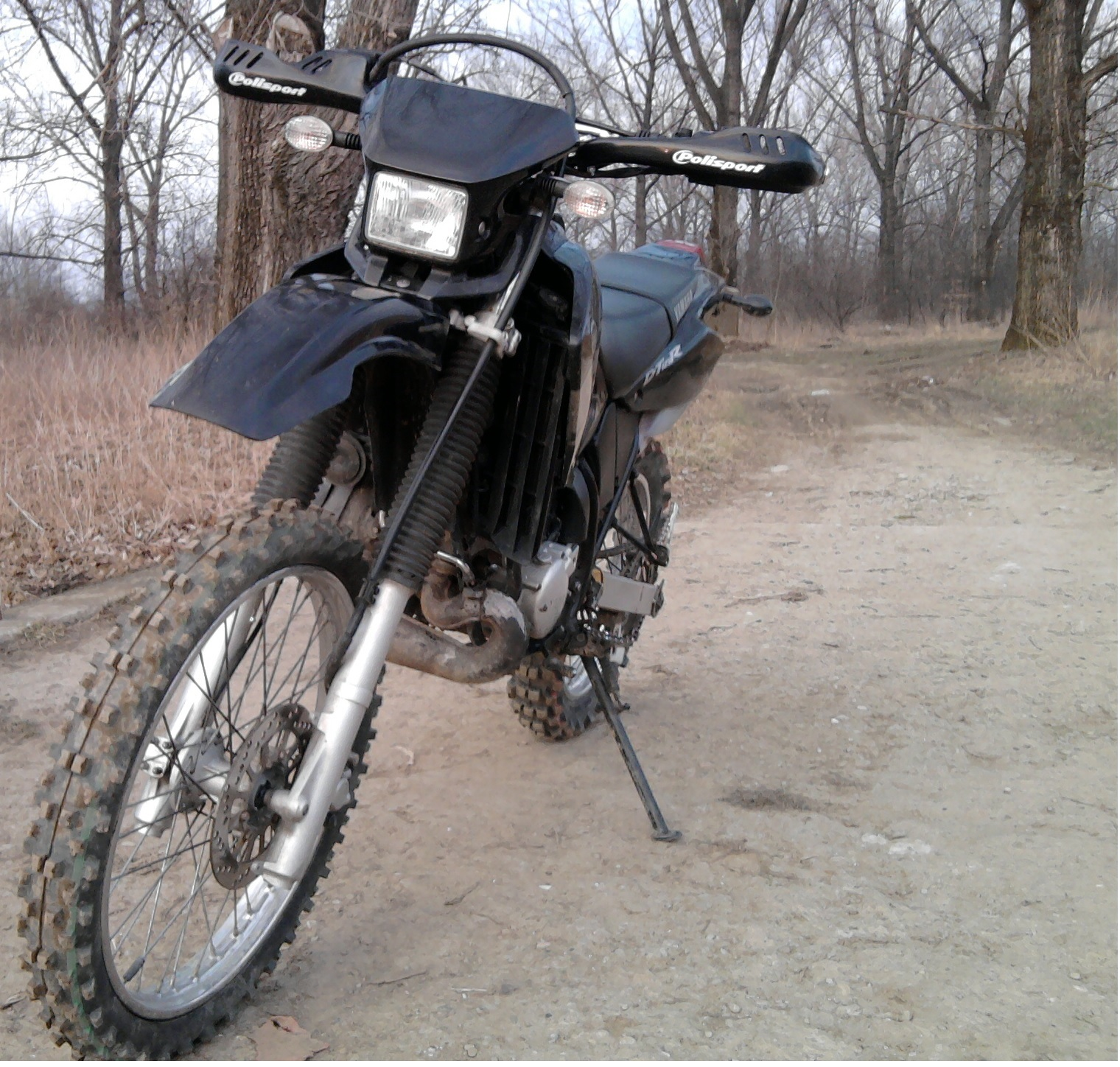
DT 125 RE.
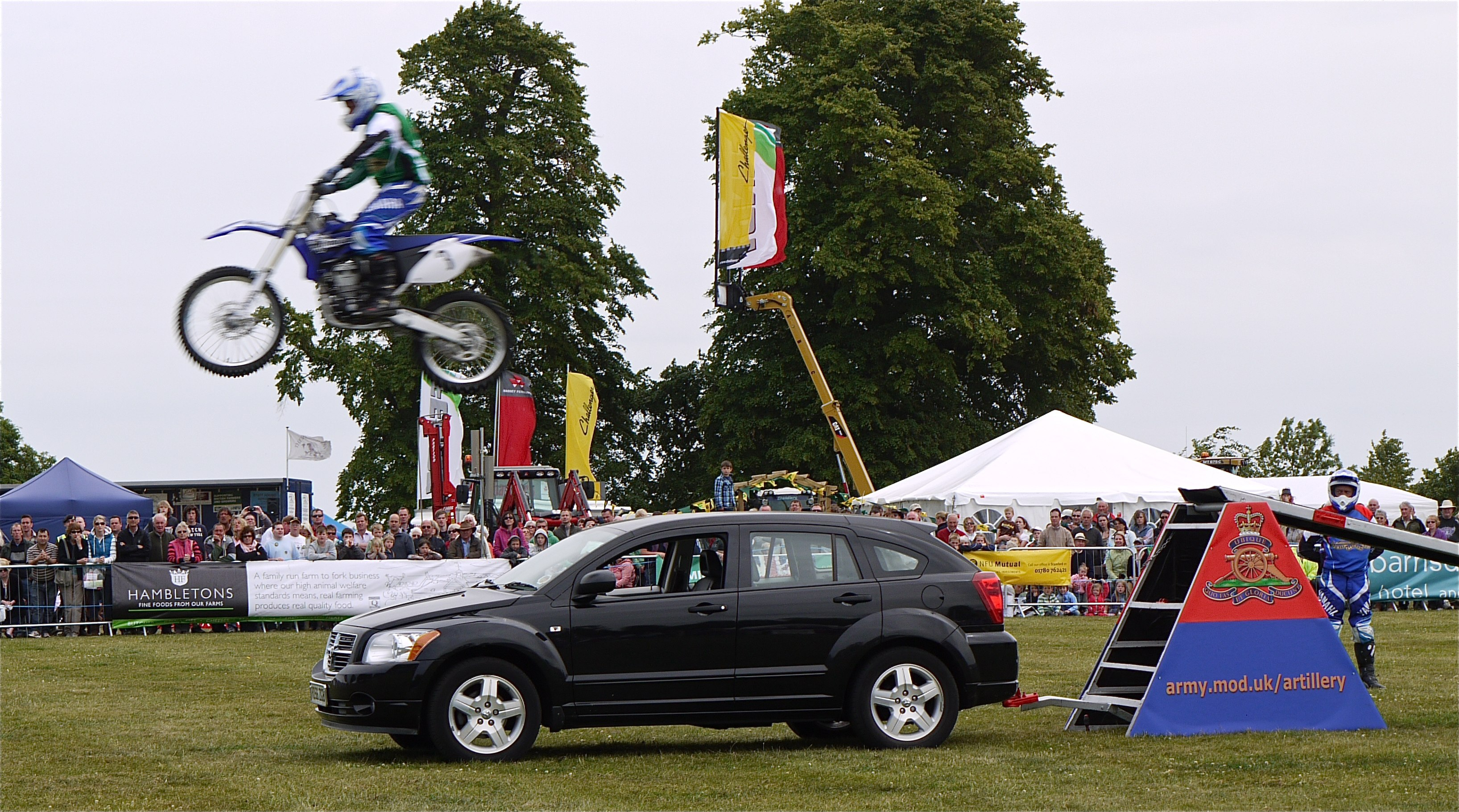
YZ 125, version compétition de la DT 125.